# 설파디아진
설파디아진(Sulfadiazine)은 항생제이다. 디히드로엽산 환원효소 억제제인 피리메타민과 함께 사용할 때, 원생동물 기생충에 의해 발생하는 톡소플라스마증의 주요 치료법이다. 이는 가운데귀염, 류마티스열의 예방, 연성하감, 클라미디아 감염증, 헤모필루스 인플루엔자 감염에 대한 2차 치료법이다. 또한 클로로퀸 내성 말라리아와 여러 형태의 세균성 수막염에 대한 보조 치료제로도 사용된다. 경구로 복용한다. 설파디아진은 500mg의 여러 제네릭 정제로 이용 가능하다. 요로감염증의 경우, 보통 하루 4~6그램을 3~6회 분할 투여한다.
흔한 부작용으로는 메스꺼움, 설사, 두통, 발열, 발진, 우울증, 췌장염 등이 있다. 심각한 간 문제, 신장 문제 또는 포르피린증이 있는 사람에게는 사용해서는 안 된다. 임신 중에 사용하면 아기의 핵황달 위험을 높일 수 있다. 제조사는 모유 수유 중 사용을 권장하지 않지만, 아기가 건강하다면 사용해도 안전하다고 여겨진다. 이 약은 설파제 계열 약물에 속한다.
설파디아진은 1941년 미국에서 의학적 사용이 승인되었다. 세계보건기구 필수 의약품 목록에 등재되어 있다. 설파디아진은 제네릭 의약품으로 이용 가능하다.

## 의학적 사용
이 약은 세균 세포 내에서 엽산염 생산을 막아 감염을 유발하는 세균을 제거하며, 일반적으로 요로감염증 및 화상 치료에 사용된다.
설파디아진과 피리메타민을 병용하여 톡소포자충에 의해 발생하는 질병인 톡소플라스마증을 치료하는 데 사용할 수 있다.

## 기타 용도
설파디아진은 식물 연구에서 유전적으로 조작된 세포를 선택하고 유지하는 데 사용된다.

## 작용 기전
설파디아진은 효소 디히드로프테로에이트 합성효소를 억제하여 작용한다.

## 부작용
설파디아진의 보고된 부작용으로는 구역질, 식욕 부진, 어지럼증, 위장 장애, 발진, 발열 등이 있다.

## 상품명
이 약은 란트리술, 네오트리진, 술파-트리플 #2, 술파디아진, 술파로이드, 술폰아미드 듀플렉스, 술포스, 테르포닐, 트리플 술파, 트리플 술파스, 트리플 술포이드 등의 상품명으로 판매된다.

## 같이 보기
- 실버 설파디아진